# ふるさと兵庫50山
ふるさと兵庫50山（ふるさとひょうごごじゅうさん）は、兵庫県山岳連盟が創立50周年を迎えたのを記念して1998年（平成10年）に選定した兵庫県内の50山。1999年（平成11年）に出版された同名の書籍『ふるさと兵庫50山』において詳しく紹介された。2003年（平成15年）には『新版ふるさと兵庫50山』において新たに「番外」、8山が付け加えられている。
2008年（平成20年）には同連盟の創立60周年を記念して、上記の58山にさらに42山を加えたふるさと兵庫100山が新たに選定された。

## 一覧

### ふるさと兵庫50山
- 来日岳（くるひだけ）
- 三川山（みかわさん）
- 高竜寺ヶ岳（こうりゅうじがだけ）
- 東床尾山（ひがしとこのおさん）
- 蘇武岳（そぶだけ）
- 但馬妙見山（みょうけんさん）
- 瀞川山（とろかわやま）
- 鉢伏山（はちぶせやま）
- 氷ノ山 （ひょうのせん）
- 藤無山（ふじなしやま）
- 須留ケ峰（するがみね）
- 粟鹿山（あわがやま）
- 青倉山（あおくらさん）
- 行者岳（ぎょうじゃだけ）
- 三室山（みむろやま）
- 後山（うしろやま）
- 植松山（うえまつやま）
- 日名倉山（ひなくらさん）
- 三国岳（みくにだけ）
- 竜ヶ岳（りゅうがだけ）
- 千ヶ峰（せんがみね）
- 段ヶ峰（だるがみね）
- 千町ケ峰（せんちょうがみね）
- 五台山（ごだいさん）
- 三尾山（みつおさん）
- 三嶽（みたけ）
- 石戸山（いしどやま ）
- 弥十郎ヶ嶽（やじゅうろうがだけ）
- 白髪岳（しらがだけ ）
- 黒尾山（くろおやま）
- 雪彦山（せっぴこさん）
- 笠形山（かさがたやま）
- 長水山（ちょうずいさん）
- 七種山（なぐさやま）
- 明神山（みょうじんさん）
- 白山（はくさん）
- 西光寺山（さいこうじさん）
- 虚空蔵山（こくぞうさん）
- 大野山（おおやさん）
- 大船山（おおふなやま）
- 能勢妙見山（みょうけんさん）
- 白旗山（しらはたやま）
- 書写山（しょしゃざん）
- 笠松山（かさまつやま）
- 高御位山（たかみくらやま）
- 六甲山（ろっこうさん）
- 摩耶山（まやさん）
- 丹生山（たんじょうさん）
- 常隆寺山（じょうりゅうじさん）
- 諭鶴羽山（ゆづるはさん）

### 番外編（8山）
- 法沢山（ほうたくさん）
- 牛ヶ峰山（うしがみねやま）
- 空山（そらやま）
- 笠杉山（かさすぎやま）
- 東山（ひがしやま）
- 白岩山（しらいわやま）
- 岩屋山（いわややま）
- 三濃山（みのうさん）